# ساشا لينهارت
ساتشا لينهارت (بالألمانية: Sascha Lenhart)‏ هو لاعب كرة قدم ألماني في مركز الوسط، ولد في 16 ديسمبر 1973 في كولونيا في ألمانيا. شارك مع منتخب ألمانيا تحت 20 سنة لكرة القدم. أما مع النوادي، فقد لعب مع تورو دوسلدورف وروت فايس أوبرهاوزن ورويال أنتويرب وليستر سيتي ونادي دويسبورغ ونادي فوبرتال الرياضي.

## وصلات خارجية
- ساتشا لينهارت على موقع قاعدة بيانات كرة القدم.إي يو (الإنجليزية)
- ساتشا لينهارت على موقع بيانات كرة القدم. دي إي (الألمانية)
- ساتشا لينهارت على موقع Soccerbase.com (لاعب) (الإنجليزية)
- ساتشا لينهارت على موقع عالم كرة القدم.نت (الإنجليزية)